# Hubert Szewczyk
Hubert Szewczyk (ur. 31 maja 1963 w Wodzisławiu Śląskim), polski piłkarz, grający na pozycji napastnika. Znany głównie z występów w Odrze Wodzisław Śląski.